# Liane G. Benning
Liane G. Benning (* November 1963) ist eine deutsche Geologin und Hochschullehrerin an der Freien Universität Berlin und am Deutschen GeoForschungsZentrum (GFZ) in Potsdam.

## Werdegang
Benning studierte Marine Geologie/Petrologie an der Universität Kiel und Petrologie und Geochemie an der Eidgenössischen Technischen Hochschule Zürich (ETHZ) und promovierte 1995 an der ETHZ unter Terry Seward im Feld Geochemie in wässriger Umgebung (Aqueous Geochemistry.) Von 1996 bis 1998 war sie Postdoktorandin an der Pennsylvania State University (USA). Anschließend wechselte sie an die School of Earth Sciences der University of Leeds in England. Von 1999 bis 2004 war sie wissenschaftliche Mitarbeiterin und ab 2004 Dozentin für Geobiologie.
Seit 2007 ist Benning Professorin für Experimentelle Bio-Geochemie an der School of Earth and Environment der University of Leeds. Seit 2014 leitet sie zusätzlich die Sektion Grenzflächen-Geochemie am Deutschen GeoForschungsZentrum (GFZ) in Potsdam und seit 2016 ist sie Professorin für Grenzflächen-Geochemie an der Freien Universität Berlin und am GFZ.

## Forschung
Benning beschäftigt sich mit niedrig- bis hydrothermalen, biogeochemischen Reaktionen in anorganischen und biologischen Systemen. Sie erforscht chemische Reaktionen, aufgrund derer sich Mineralien bilden, die die Oberflächengesteine der Erde ausmachen, und untersucht die Rolle, die Bodenmikroben dabei spielen.
Ein weiteres Forschungsfeld von Benning ist die Anpassung mikrobiellen Lebens an extreme Umweltbedingungen. Während ihrer Feldstudien (u. a. in Island, Neuseeland, Spitzbergen und Grönland) versucht sie herauszufinden, wie sich das Leben an extrem heiße oder kalte Umgebungen anpasst, wie es zum Beispiel in Eis und Schnee oder in Schmelzprozessen auftritt (siehe Extremophilie). Benning hat untersucht, wie sich die Albedo aufgrund der Wechselwirkungen zwischen Mikroben und Partikeln verändert. So schützen sich Algen durch die Produktion von Pigmenten vor zu viel Sonnenlicht, allerdings führen diese dazu, dass es letztlich zu einer schnelleren Schneeschmelze kommt. Benning untersucht diesen Zusammenhang zwischen Algenblüte und dem Abschmelzen der arktischen Eismassen.
Sie arbeitet zusammen der britischen Synchrotronquelle Diamond in Oxfordshire und der Europäischen Synchrotronquelle ESRF in Grenoble (Frankreich). Ein weiterer Kollaborationspartner von Benning ist das NASA Astrobiology Institute.

## Auszeichnungen
- seit 2020 Geochemistry Fellow der Geochemical Society und der European Association of Geochemistry[4]
- seit 2018 Mitglied der Nationalen Akademie der Wissenschaften Leopoldina[5]
- 2017 Mitglied der Academia Europaea
- 2016 Schlumberger Award der Mineralogical Society of Great Britain and Ireland[6]
- 2016 Bigsby Medal der Geological Society of London[7]
- 2009–2014 Royal Society Wolfson Research Merit Award
- 2015 Präsidentin der European Association of Geochemistry[8]
- 2009 European Association of Geochemistry Council[9]
- 2009 Royal Society Wolfson Research Merit Award
- 1996–1997 Internationales Stipendium für Forschung in den USA, Schweizerischer Nationalfonds zur Förderung der wissenschaftlichen Forschung (SNSF)

## Publikationen (Auswahl)
- Brinza, L., Vu, H. P., Neamtu, M., Benning, L. G. (2019):  Experimental and simulation results of the adsorption of Mo and V onto ferrihydrite. Scientific Reports, 9, 1365. doi:10.1038/s41598-018-37875-y
- Freeman, H., Perez, J. P. H., Hondow, N., Benning, L. G., Brown, A. P. (2019): Beam-induced oxidation of mixed-valent Fe (oxyhydr)oxides (green rust) monitored by STEM-EELS. Micron, 122, 46–52. doi:10.1016/j.micron.2019.02.002
- Grimm, C., Martinez, R. E., Pokrovsky, O. S., Benning, L. G., Oelkers, E. H. (2019): Enhancement of cyanobacterial growth by riverine particulate material. Chemical Geology, 525, 143–167. doi:10.1016/j.chemgeo.2019.06.012
- Hövelmann, J., Stawski, T., Besselink, R., Freeman, H., Dietmann, K. M., Mayanna, S., Pauw, B. R., Benning, L. G. (2019): A template-free and low temperature method for the synthesis of mesoporous magnesium phosphate with uniform pore structure and high surface area. Nanoscale, 11, 14, 6939–6951.